# بیلوهیرسک
شهر بیلوهیرسک (به روسی: Білогірськ) در شبه جزیره کریمه در کشور اوکراین واقع شده‌است. جمعیت این شهر ۱۸٬۷۹۰ نفر  است.